# Santa Maria Immacolata
Santa Maria Immacolata är ett kapell i Rom, helgat åt Jungfru Marie obefläckade avlelse. Kapellet tillhör Påvliga nordamerikanska seminariet, beläget vid Via del Gianicolo på Janiculum i Rione Trastevere.

## Beskrivning
Kapellets höga fasad har en monumental lågrelief föreställande Jungfru Marie himmelsfärd, utförd av Francesco Nagni och Antonio Biggi. I absiden finns en gigantisk mosaik som även den föreställer Jungfru Marie himmelsfärd.
Seminariet har ytterligare två kapell: det ena helgat åt den helige Johannes Paulus II och det andra åt den helige Jean-Marie Vianney.

### Webbkällor
- ”Cappella del Pontificio Collegio Americano del Nord” (på engelska). Churches of Rome Wiki. Arkiverad från originalet den 10 juni 2021. https://archive.md/OT4H1. Läst 10 juni 2021.